# Eupithecia drypidaria
Eupithecia drypidaria är en fjärilsart som beskrevs av Karl Dietze 1910. Eupithecia drypidaria ingår i släktet Eupithecia och familjen mätare. Inga underarter finns listade i Catalogue of Life.